# Calle 138–Grand Concourse (línea de la Avenida Jerome)
La  Calle 138–Grand Concourse   (anteriormente Avenida Mott Haven) una estación en la línea de la Avenida Jerome del Metro de Nueva York de la división A del Interborough Rapid Transit Company. La estación se encuentra localizada en Mott Haven en El Bronx entre la Calle 138 Este y Grand Concourse. La estación es servida en varios horarios por los trenes del Servicio  y .